# Hugues Loubenx de Verdalle
Hugues Loubenx de Verdalle (1531-1595) was de 52ste grootmeester van de Maltezer Orde en volgde in 1581 Jean l'Evesque de la Cassière op. Hij is vooral bekend van het bouwen van zijn jachtslot op Boschetto, dat later werd omgedoopt in Verdala Palace. De Verdalle werd in 1596 opgevolgd door Martín Garzéz. Hij is begraven in de crypte van de Sint-Janscokathedraal te Valletta.